# La forza del perdono (film)
La forza del perdono (Amish Grace) è un film per la televisione del 2010 diretto da Gregg Champion.

## Trama
Nell'ottobre 2006, in una comunità cristiana amish della Pennsylvania, un uomo estraneo alla comunità irrompe nella scuola dove studiano le bambine amish e compie una strage a colpi di fucile contro le piccole inermi, prima di suicidarsi. I capi della comunità si recano a visitare la moglie dell'assassino, che non sospettava nulla riguardo alle folli intenzioni del marito, e le comunicano che hanno deciso di perdonare l'uomo. Ida, madre di una delle piccole vittime e moglie di Gideon, uno dei capi, si ribella però a questa decisione e la relazione col marito entra in crisi, tanto che la donna progetta di abbandonare la comunità. Tuttavia i membri della comunità la convincono che il perdono serve soprattutto a sé stessi, per non stare male a causa dell'odio, e così anche Ida decide infine di seguire il punto di vista del marito, mentre la scuola amish viene restaurata e le bambine superstiti possono tornare a frequentarla.

## Produzione
Il film è basato sul libro Amish Grace: How Forgiveness Transcended Tragedy (2007) di Donald B. Kraybill, Steven M. Nolt e David L. Weaver-Zercher, tratto a sua volta da una storia vera, benché nel film siano stati aggiunti elementi e personaggi fittizi, compresa la famiglia Graber, dal cui punto di vista viene raccontata la storia.

## Distribuzione
Il film è stato trasmesso in prima TV il 28 marzo 2010 su Lifetime Movie Network, rete via cavo statunitense affiliata a Lifetime, ed è stato pubblicato in DVD il 14 settembre dello stesso anno da 20th Century Fox Home Entertainment.
In Italia è stato trasmesso in prima TV il 28 maggio 2012 su Canale 5.